# The Way West
The Way West (bra: Desbravando o Oeste; prt: A Caminho do Oregon) é um filme estadunidense de 1967, do gênero western em estilo épico, dirigido por Andrew V. McLaglen.
É desse filme o primeiro papel no cinema de Sally Field, cujo aspecto aqui lembra Jane Fonda, atriz de destaque na época. O filme traz algumas cenas de gosto duvidoso, envolvendo morte de crianças, o que não o ajudou a se tornar muito popular no gênero, apesar dos grandes nomes de Hollywood envolvidos.

## Sinopse
É contada a epopeia do senador viúvo William Tudlock, que em 1843 lidera uma caravana de colonizadores ao longo da chamada Trilha do Oregon, partindo do Missouri. Ele é acompanhado pelo seu filho pequeno e tem como guia o competente Dick Summers. A liderança do senador é contestada, principalmente pelo fazendeiro Lije Evans e sua família, com Tudlock aumentando a tensão ao se insinuar para a esposa do homem. Usando de todos os artifícios e mentiras, Tudlock vai se sustentando como o líder durante a acidentada e dramática viagem.

## Elenco
| A(c)tor           | Personagem              |
| ----------------- | ----------------------- |
| Kirk Douglas      | Sen. William J. Tadlock |
| Robert Mitchum    | Dick Summers            |
| Richard Widmark   | Lije Evans              |
| Lola Albright     | Rebecca Evans           |
| Jack Elam         | Pregador Weatherby      |
| Mike Witney       | Johnnie Mack            |
| Sally Field       | Mercy McBee             |
| Stubby Kaye       | Sam Fairman             |
| Katherine Justice | Amanda Mack             |
| Michael McGreevey | Brownie Evans           |
| Connie Sawyer     | Senhora McBee           |
| Harry Carey Jr.   | Senhor McBee            |
| Paul Lukather     | Senhor Turley           |